# Weeds
Weeds is een Amerikaanse zwartkomedische televisieserie die oorspronkelijk van 2005 tot en met 2012 werd uitgezonden. Het verhaal volgt het leven van Nancy Botwin (Mary-Louise Parker). Na het overlijden van haar man, wil ze haar status en manier van leven niet verliezen. Ze besluit hierop om in haar buurt cannabis te gaan verhandelen.
In België was de reeks te bekijken op Acht en op betaalzender Prime. VIJF zond de reeks ook tijdelijk uit, maar staakte de uitzendingen na enkele afleveringen. In Nederland werd de serie uitgezonden door Talpa, RTL 8 en Comedy Central. In 2011 maakte Showtime bekend dat Weeds een achtste seizoen zou krijgen. Op 15 juni 2012, twee weken voor de start van het achtste seizoen, werd bekendgemaakt dat het achtste seizoen meteen het laatste seizoen zou worden; op 16 september 2012 werd de laatste aflevering in de Verenigde Staten uitgezonden.

## Verhaallijn

### Seizoen 1
In de buurt van Los Angeles ligt het fictieve "Agrestic", een rustige gemeente waar vooral grote villa's staan. In een van die huizen woont Nancy Botwin (Mary-Louise Parker). Ze heeft 2 kinderen: Silas (Hunter Parrish) en Shane (Alexander Gould), die allebei nog naar school gaan. Haar man Judah (Jeffrey Dean Morgan) is net overleden, en wanneer blijkt dat hij haar niet veel geld heeft nagelaten, moet ze op een andere manier aan geld zien te raken: ze doet dit door cannabis te verkopen in Agrestic. Vaste klanten zijn advocaat Dean Hodes (Andy Milder) en Doug Wilson (Kevin Nealon), die in de gemeenteraad van Agrestic zetelt. Nancy koopt haar drugs bij Heylia James (Tonye Patano), die samen met dochter Vaneeta (Indigo) en neef Conrad (Romany Malco) de drugs verdeelt over de lokale dealers.
Een van Nancy's beste vriendinnen is Celia Hodes (Elizabeth Perkins), tevens voorzitter van de lokale oudervereniging, ongelukkig getrouwd met Dean en zeer tegen alle vormen van drugs (maar is zelf een alcoholiste). Andy Botwin (Justin Kirk) is de broer van Judah, die na een tijdje bij hen komt inwonen. Zijn hoofdactiviteit is niets doen en Nancy's wiet oproken.
Nancy moet creatief zijn om haar weed aan de man te brengen, want ze krijgt concurrentie van de 'legale' medische marihuana. Ze opent dan een bakkerij, die als dekmantel voor haar drugshandel kan dienen (en waar ze onder de toonbank cakejes met wiet kan verkopen). Ze probeert ook haar markt uit te breiden door op de lokale universiteit nieuwe klanten te winnen. Daar leert ze dat er veel bedriegers op de markt zijn die haar geld en wiet willen.
Dankzij Shane leert ze ook een nieuwe liefde kennen: Peter Scottson (Martin Donovan). Ze is hier heel gelukkig mee, tot blijkt dat Peter een agent is van de DEA…

### Seizoen 2

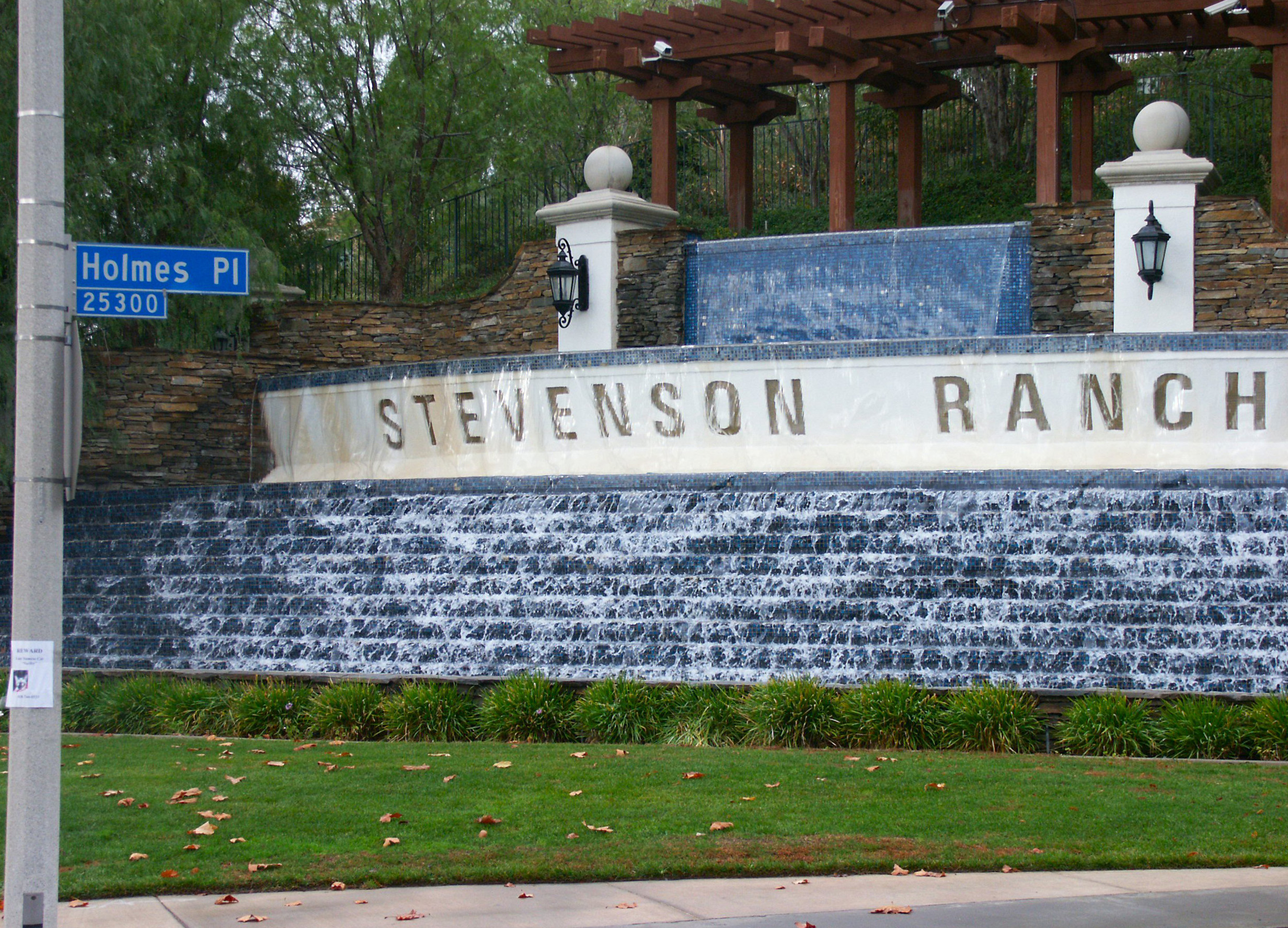
Foto van Stevenson Ranch, die gebruikt wordt in de intro van de show. Digitaal werd Stevenson Ranch vervangen door 'Agrestic'.

Peter voelt dat er iets mis is en komt al snel te weten wat Nancy echt doet. Hij trouwt dan met haar zodat hij nooit verklaringen tegen haar moet afleggen voor een rechter, mocht het ooit zover komen. De bakkerij brandt af, en met het geld dat ze van de verzekering trekt, begint ze samen met Conrad (zeer tegen de zin van Heylia) een eigen wietkwekerij. Dit brengt de nodige problemen met zich mee: een geschikte locatie vinden blijkt een hele opgave en de Armeense maffia is niet blij met een nieuwe kweker in de buurt.
Schoonbroer Andy moet naar het leger om mee te vechten in de Irakoorlog en vriendin Celia moet vechten tegen borstkanker. Nadat Celia in het lokale bestuur verkozen wordt (ten nadele van Doug, die woest is hierover), besluit ze van Agrestic een Drug-free zone te maken (niet wetende dat haar beste vriendin de dealer van de buurt is).
Op het einde van het tweede seizoen zit Nancy zwaar in de problemen. Peter heeft door dat Nancy niet echt van hem houdt en wil uit de deal stappen: hij eist geld van haar (maar dat zal hij met zijn leven moeten bekopen) en een aantal 'collega' dealers dulden geen concurrentie in Agrestic: de lokale Zwarte en Armeense dealers staan met getrokken geweren voor Nancy en eisen beiden de net geoogste cannabis op. Als de kluis opengaat, is deze leeg: Silas is met de hele buit gaan lopen. Nancy belt naar Silas, die zijn voorwaarden stelt: hij wil meedoen in het 'familiebedrijf'. Net op het moment dat hij zijn voorwaarden kenbaar maakt aan Nancy, houdt de politie de wagen van Silas tegen (Celia wil hem laten arresteren omdat hij alle "Drugfree Zone" bordjes en bewakingscamera's heeft gestolen), die volgeladen is met Nancy's marihuana.

### Seizoen 3
Nancy moet zorgen dat de oogst tot bij U-Turn (een van de zwarte dealers) komt, anders zal hij haar vermoorden. Ze belt Silas terug, die net bekent aan de politieagent en Celia dat hij de borden en camera's in de buurt heeft gesaboteerd. Hij moet mee naar het politiekantoor, waarop Celia besluit om met de auto (niet wetende dat de koffer vol wiet zit) verder te rijden. Nancy krijgt de kans om op zoek te gaan naar de wiet. Als ze uiteindelijk de auto terugvindt bij haar thuis, is de koffer leeg: Celia heeft de wiet ontdekt en in Nancy's zwembad gegooid. Ze is radeloos en gaat met lege handen terug naar de gangsters. Die zijn woest, en Nancy moet nu de 'schuld' die ze had terugbetalen. Ook wordt ze verplicht een koffer vol heroïne bij te houden.
Als haar 'gangsterbaas' door een hartaanval om het leven komt, moet Nancy haar schuld nu aflossen aan zijn opvolger. Maar Nancy kan het zo regelen dat, na een confrontatie met een latino bende, haar 'schuld' is afgelost- in ruil voor de koffer heroïne. Ze is hier heel blij mee, en viert dit door met Celia's nieuwe vriend Sullivan (Matthew Modine), de burgemeester van de naburige gemeente Majestic, seks te hebben. Maar dan komt het lijk van Peter Scottson weer bovendrijven. Hij krijgt een officiële begrafenis zoals het een DEA agent betaamt. Nancy is ook aanwezig op de begrafenis, en raakt geïntrigeerd door Peters ex-vrouw, Valerie (tevens de moeder van Peters zoon Tim). Nancy besluit haar te volgen. De twee vrouwen blijken verbazingwekkend genoeg goed met elkaar overweg te kunnen: Nancy is blij dat ze eindelijk weer een vriendin heeft.
Nu Nancy weer vrij is, wil ze weer 'zaken' doen met Heylia. Die is echter niet happig op een nieuwe samenwerking, en eist een bedrag met vijf cijfers om mee te werken. Nancy leent een bedrag (via Doug Wilson) van vijftigduizend dollar om zo een voorraad wiet te hebben. Ze wil wel niet eeuwig afhankelijk blijven van Heylia en Conrad, en vraagt daarom aan Conrad om Silas op te leiden tot 'wietboer'.
Nancy heeft een enorm geldbedrag geërfd van Peter, dat Valerie nu opeist. Nancy belooft dit geld aan haar, maar als Doug in de problemen komt doordat hij geld uit de stadskas heeft genomen voor een lening aan Nancy en voor zijn eigen ooglasertherapie, geeft Nancy de honderdduizend dollar aan Doug- wat niet in goede aarde valt bij Valerie. Celia zit ondertussen opgescheept met haar ex-man, die voor langere tijd hulp nodig heeft na een verkeersongeval. Ze probeert haar relatie met Sullivan zo normaal mogelijk te laten verlopen, maar ex-man Dean probeert hier een stokje voor te steken. Als Celia dan een bezoekje brengt aan Sullivans kantoor, betrapt ze Nancy met Sullivan tijdens hun liefdesspel.
Valerie wil het geld van Nancy terug. Ze huurt een privé-detective in om de vuile was van Nancy uit te zoeken. Die ontdekt dat ze dealt in marihuana. Als Nancy de man ziet staan (dankzij Shanes nieuwe beveiligingscamera's), gaat ze erop af. Hij chanteert haar, omdat hij doorheeft dat Nancy dealt: hij eist vijftigduizend dollar, die Nancy met enige aarzeling betaalt. Ze heeft wel onmiddellijk door dat Valerie achter de detective zit en confronteert haar hiermee. Ze is zwaar teleurgesteld in haar en breekt met Valerie als vriendin.
Doug zit ondertussen zonder werk. Nu 'Agrestic' en 'Majestic' gemigreerd zijn tot 'Groot Majestic', is Doug geen publiek vertegenwoordiger meer en dat zit hem hoog, zeker als het gemeentebestuur van Majestic hem volledig negeert. Hij is vastbesloten hier iets aan te doen: hij neemt wraak door het enorme kruis van de kerk van Majestic te laten verdwijnen. Celia wil ook een deel van de koek: ze zit financieel aan de grond en moet dringend geld hebben. Ze probeert Nancy te chanteren, maar die is al die chantage grondig beu: ze zet Celia een mes op de keel en dreigt haar te vermoorden als ze ooit haar mond opendoet.
Heylia krijgt bezoek van haar huisbaas: die kondigt aan dat de brandweer de volgende dag het bedrijf zal inspecteren op brandveiligheid. Conrad en Silas moeten er nu dus voor zorgen dat de hele groei-installatie verdwijnt voor de controle. Silas belt naar Nancy, die wel een oplossing weet: ze vraagt aan Celia om haar huis (dat ze van Sullivan heeft gekregen) te verhuren om daar de plantjes onder te brengen. Die stemt hiermee in. Als Nancy en Conrad dan alleen zijn in het huis, volgt er een passionele kus en hebben ze seks. Ze proberen hun relatie voort te zetten, maar dat blijkt niet makkelijk: ze moet op de tippen van hun tenen lopen opdat ze niet betrapt worden, maar Heylia betrapt de twee toch. Ze kan er niet veel aan doen, en zegt dat Conrad maar moet doen wat hij moet doen, maar geheel ter harte is dat ook niet.
Hun eigen geoogste wiet is ondertussen op: als gevolg van de verhuizing groeien de planten trager en moeten ze een week wachten voor de nieuwe oogst klaar is. Via Andy komt Nancy dan in contact met Chester en zijn zus: twee ‘bikers’ die hun wiet ook via Nancy willen verdelen. Nancy gaat op hun voorstel in en koopt wat wiet van Chester. Die blijkt niet zo goed te verkopen als hun eigen kruiden: de kwaliteit is veel minder dan hun eigen 'strain'. Nancy brengt de wiet terug- maar daar zijn de bikers niet mee opgezet: ze slaan Silas ineen en vertellen hem dat ze achter heel zijn familie aankomen. Maar Nancy laat het hier niet bij: ze gaat bescherming zoeken bij de latino bende van Guillermo die haar ook al geholpen had met de lading heroïne. Die willen haar helpen, maar dan moet Nancy de helft van haar opbrengsten afstaan in ruil voor volledige bescherming. Ze hapt toe. Als even later blijkt dat een grote brand is ontstaan op de heuvels rond Majestic en de stad bedreigt, zijn Guillermo en zijn mannen hiervoor verantwoordelijk: ze hebben de wietvelden van de bikerbende in brand gestoken. De brand bedreigt de gehele stad, en iedereen moet zijn huis verlaten, ook Nancy. Als Nancy naar Guilermo stapt (de leider van de latinobende) om te vragen waarom hij dat gedaan heeft, zegt hij dat dit nu eenmaal het leven is en dat dit misschien een signaal is voor Nancy: als haar huis niet afbrandt kan ze blijven, zo niet, vertrekken. Nancy denkt hierover na en maakt haar keuze vrij snel: ze gaat terug naar haar huis en steekt het zelf in brand- ze wil weg uit Majestic en ergens anders een nieuw leven beginnen.
Er is ook nog een onderzoek lopende naar het verdwenen kruis van de kerk van Majestic (dat nu dient als kroonluchter van de wiet). De lokale DEA heeft infrarood luchtfoto's gemaakt van Majestic, en merkt het kruis op op een van de foto's. Ze waarschuwen de lokale politie. Die vallen binnen (nadat iedereen geëvacueerd is) en vinden de resterende planten en het kruis. Als ze Celia oppakken en ondervragen, bekent ze al vrij snel wat ze allemaal weet en wie verantwoordelijk is: Nancy Botwin.

### Seizoen 4
Maar de bewijzen spreken tegen Celia en als ook Dean, Doug en Isabelle tegen haar getuigen, moet Celia de gevangenis in. Ze probeert haar onschuld te bewijzen en krijgt van Kapitein Roy Till (Jack Stehlin) de kans hiertoe: ze moet uitzoeken waar Nancy zit en bewijzen tegen Nancy en Guillermo verzamelen. Doug vlucht ook weg uit Majestic (hij heeft immers het kruis van de kerk gestolen) en komt bij de Botwins wonen.
Nancy is naar Ren Mar gevlucht, een dorpje in het zuiden van Californië. Daar verblijft ze bij Lenny Botwin (Albert Brooks), haar schoonvader, die zijn zwaar zieke moeder verzorgt. Ze krijgt van Guillermo een nieuwe baan: ze moet drugs over de Mexicaans- Amerikaanse grens smokkelen.
Celia heeft ondertussen Nancy en Guillermo gevonden en probeert bewijzen tegen hen te verzamelen. Maar Celia is helaas niet zo goed in haar taak en ze wordt ontdekt door Guillermo's bende. Die willen haar vermoorden, maar Nancy kan dit verhinderen: ze zegt dat Celia haar 'zakenpartner' is. Nancy is woest op Celia en eist een verklaring. Die biecht aan Nancy op dat ze gestuurd is door Kapitein Till. Ze zoekt een manier om de situatie recht te trekken. Die krijgt ze van Guillermo: hij wil dat ze in een lokaal shoppingcentrum een winkel met babyspullen opent. Nancy heeft daar echter geen zin in: een winkel levert niet hetzelfde geld op als drugshandel. Maar de winkel blijkt een dekmantel: onder het magazijn ligt een geheime gang die naar de andere kant van de grens leidt.
Nancy kan haar nieuwsgierigheid niet bedwingen en gaat (ondanks een waarschuwing van Guillermo) toch even kijken wie of wat er zich aan de andere kant van de tunnel bevindt. Daar ziet ze enkele mannen in maatpak iets vieren. Een van de mannen merkt haar op en ze wordt hardhandig terug naar de andere kant van de grens gebracht. Guillermo is heel kwaad op Nancy omdat ze toch is gaan kijken, en vertelt haar dat ze de gevolgen nu maar moet dragen. En enkele dagen later wordt Nancy dan gekidnapt door de bende en naar hun leider Esteban gebracht. Die vergeeft het haar deze keer, maar de volgende keer zal ze er niet zo goed vanaf komen. Wanneer ze dan wordt vrijgelaten, ziet ze verkiezingsaffiches hangen: Esteban is namelijk ook de burgemeester van het Mexicaanse Tijuana.
Ondertussen probeert Isabelle Celia te overtuigen om bij haar te komen wonen, iets wat ze (niet van harte) toestaat. Andy en Doug vatten het plan op om Mexicanen te helpen illegaal de grens over te steken, Silas krijgt een oudere vrouw achter hem aan en Shane probeert snel wat geld te verdienen door spulletjes van zijn overgrootmoeder te verkopen.
Nancy verveelt zich al snel in de winkel en probeert Guillermo te overtuigen om haar een lading wiet te geven die ze dan via Sanjay, Marvin en Lupita probeert te verkopen. Hij wil de wiet niet geven en dus gaat ze, achter Guillermo's rug om, naar Esteban. Die geeft haar de wiet, maar dat is zeer tegen de zin van Guillermo. Andy en Doug interviewen enkele illegalen om een idee te krijgen hoe ze best illegalen het land binnensmokkelen en Silas heeft seks met Lisa. Celia gaat ondertussen met Isabelle naar Mexico en ontdekt daar de goedkope medicijnen.
Esteban nodigt Nancy uit voor een etentje. Als Nancy op het toilet zit, wordt er een aanslag gepleegd op Esteban. Die overleeft de aanslag en dringt er bij Nancy op aan om hun etentje gewoon voort te zetten. De avond eindigt dan in Estebans appartement, waar ze seks hebben. Met Celia gaat het van kwaad naar erger: ze is verslaafd aan cocaïne en xanax, jaagt de klanten weg en valt in slaap in de winkel. Silas vertelt aan Lisa dat hij drugs kweekt, waarop zij aanbiedt haar winkel te gebruiken als kwekerij. Shane gaat terug naar school en wil zijn populariteit opdrijven: hij slaat de populairste jongen van de klas in elkaar om duidelijk te maken dat met hem niet te sollen valt. Andy en Doug brengen de eerste illegalen de grens over.
Door hun drukke agenda krijgen Esteban en Nancy de kans niet om elkaar veel te zien. Nancy ziet zich verplicht om met haar twee zonen te spreken, nadat ze ontdekt dat Shane oude foto's van haar gebruikt om te masturberen en Silas een relatie heeft met een oudere vrouw. Andy krijgt van de Mexicanen een schilderij voor zijn verdiensten als smokkelaar terwijl Doug in de put zit omdat hij verliefd is op een Mexicaanse schone die hij niet meer terugvindt. Celia gebruikt steeds meer pillen en drugs waardoor Isabelle haar vader contacteert om Celia te helpen. Silas en Lisa besluiten het iets rustiger aan te doen en Shane ontdekt dat hij op school populair is bij het andere geslacht. Om Nancy te ontspannen neemt Esteban haar mee voor een Ayahuasca trip, die haar slecht bekomt.
Wanneer Nancy ontdekt dat de tunnel niet alleen gebruikt wordt voor marihuanasmokkel maar ook voor prostitutie-, heroïne- en wapensmokkel, én wanneer ze ontdekt dat Shane met zijn twee vriendinnen naar bed is geweest, begint Nancy te twijfelen of ze wel een goede beslissing heeft genomen om naar Ren Mar te komen en voor Guillermo en Esteban te werken. Ze besluit dat het zo niet verder kan en belt naar Kapitein Roy Till van de DEA. Celia wordt ondertussen opgesloten in een afkickcentrum waar ze al snel wordt weggestuurd omdat ze niet verzekerd is. Ze wordt overgebracht naar een goedkoper centrum, waar het wemelt van rare snuiters en marginalen. Doug heeft zijn Mexicaanse schone, Maria, eindelijk in de armen mogen sluiten en wil haar beter leren kennen- maar zij wil niets met hem beginnen: ze vindt Doug maar een engerd met rare ideeën. Ze vlucht in de armen van Andy en verleidt hem al snel.
Die kan zijn geweten niet sussen en biecht alles op een Doug. Die apprecieert Andy's eerlijkheid maar neemt wraak op Maria door de immigratiedienst te bellen. Celia is na het zoveelste deprimerende gesprek in haar gespreksgroep de depressiviteit beu en vraagt aan Dean en Isabelle vergiffenis. Dean zegt haar dat ze niet aan hen vergiffenis moet vragen, maar aan Quinn, hun oudste dochter, die al 2 jaar in Mexico woont. Shane scoort voor zijn vriendinnetjes wat marihuana en Nancy vertelt ondertussen alles wat ze weet aan Kapitein Till, die samen met zijn (bed)partner een inval in de winkel organiseert. Nancy wil volledige bescherming, die Kapitein Till haar ook garandeert. Maar zijn partner wordt door Estebans bende ontvoerd en gefolterd. Die kan het al snel niet meer aan en geeft hem Nancy's naam.
In de laatste aflevering maakt Silas kennis met Lisa's ex-man. Shane begint wiet te verkopen op school en Doug schrijft een emotionele brief aan zijn ex-vrouw. Andy ontdekt dat hij gevoelens heeft voor Nancy. Celia zoekt Quinn op en biedt haar excuses aan. Die heeft andere plannen met haar: ze geeft haar een slaapmiddel en wil losgeld vragen aan haar vader in ruil voor haar vrijheid. Esteban wil ondertussen niet geloven dat Nancy hem verraden heeft en eist meer bewijzen. Die krijgt hij al snel: een foto van Nancy met Kapitein Till in het park is het ultieme bewijs. Hij vraagt haar om langs te komen en confronteert haar met de bewijzen. Zij laat hem een echografie zien: ze is zwanger van hem...

### Seizoen 5
Esteban is gechoqueerd en wil weten of Nancy de waarheid spreekt. Hij laat haar voorlopig naar huis terugkeren, maar verplicht haar wat later om bij een gynaecoloog van zijn keuze langs te gaan om de zwangerschap te bevestigen. Andy weet niet meer waar hij het heeft als hij hoort dat Nancy zwanger is- hij was net gevoelens aan het krijgen voor haar. Hij verklapt ook aan Silas, Shane en Doug dat Nancy zwanger is- die daar uiteraard niet blij mee zijn. Om haar gezin te beschermen tegen de bende van Esteban, verplicht Nancy Shane om een tijdje bij zijn tante te gaan logeren. Celia wordt ondertussen nog altijd vastgehouden door Quinn en haar vriend (die ook de leider is van een rebellengroep). Ze proberen losgeld voor haar los te krijgen bij Dean & Isabelle, maar noch zij, noch iemand anders is geïnteresseerd in Celia's vrijheid.
Om haar wat in het oog te houden, stuurt Esteban een van zijn mannetjes op Nancy af: hij moet haar overal volgen. Maar Guillermo (die in de gevangenis zit) wil haar spreken en ze moet haar 'begeleider' proberen af te schudden. Dat lukt haar ook, maar Guillermo is niet bepaald blij haar te zien: voor hem is Nancy een wandelend lijk (eenmaal de baby er is, zal Esteban haar vermoorden). Nancy besluit niet te wachten tot de baby er is en begint haar eigen dood te regelen: ze zorgt (via Dean Hodes) voor haar kinderen en gaat zich dan bedrinken. Daarna gaat ze naar Esteban en eist dat hij nu een beslissing neemt over haar lot. Maar hij maakt haar duidelijk dat zij niets te eisen heeft en dat hij die beslissing nog niet genomen heeft. Andy brengt ondertussen Shane naar Nancy's zus Jill (Jennifer Jason Leigh). In een zatte bui hebben zij en Andy seks. Silas en Doug zoeken ondertussen een geschikte kweekplaats voor hun wiet en Celia wil niet weg uit Mexico en brengt wat organisatie in het rebellenkamp.

### Seizoen 6
Het zesde seizoen is in Amerika van start gegaan op 16 augustus 2010. In mei 2010 heeft Elizabeth Perkins (Celia Hodes) aangekondigd dat ze de serie zal verlaten. Linda Hamilton (Linda) is een nieuwkomer. Zij zal Nancy helpen in haar zaak. Ook Mark-Paul Gosselaar zal in één aflevering te zien zijn. De trailer van het nieuwe seizoen kwam uit op 3 juni 2010. Op 1 augustus 2010 werd de eerste aflevering van het nieuwe seizoen reeds uitgelekt op het internet.
De laatste aflevering van het seizoen werd in Amerika uitgezonden op 15 november.
Nadat Shane Pilar vermoord heeft, vluchten de Botwins richting Canada, om daar een nieuw leven te beginnen. Omdat ze de grens niet over mogen, beslissen ze hun namen te veranderen. Nancy, Andy, Silas, Shane en Stevie gaan nu door het leven als "The Newmans" (respectievelijk als Nathalie, Randy, Mike, Shawn en Avi). Nancy, Andy en Silas kunnen beginnen in een hotel, terwijl Shane zich ontfermt over Stevie.

### Seizoen 7
Het zevende seizoen is in Amerika van start gegaan op 27 juni 2011. Het seizoen telt 13 afleveringen en de finale aflevering werd uitgezonden op 26 september 2011.
Bij het begin van seizoen 7 heeft Nancy een 3-jarige gevangenisstraf erop zitten nadat ze de moord op Pilar Zuazo bekend had. Ze is voorwaardelijk vrij en woont in New York waar ze probeert om het 'familiebedrijf' een doorstart te geven. Andy, Silas, Shane en Doug zijn onderweg naar Manhattan nadat ze ondergedoken waren in Kopenhagen. Verder komt Nancy's zus ook weer in beeld.

### Seizoen 8
Op 11 november 2011 werd het achtste seizoen bevestigd. Op 15 juni 2012, twee weken voor de start van het nieuwe seizoen, werd bevestigd dat het achtste seizoen ook het laatste zou zijn. De eerste aflevering van het laatste seizoen werd uitgezonden op 1 juli 2012. De allerlaatste aflevering werd uitgezonden op 16 september 2012.
Het laatste seizoen begint met de cliffhanger van seizoen 7, de sniper en moordpoging op Nancy, om vervolgens een sprong in de tijd te maken. De serie keert uiteindelijk terug naar de suburbs van Californië, waar de eerste drie seizoenen zich afspeelden.

## Afleveringen
Voor een volledige lijst van afleveringen: Lijst van afleveringen van Weeds

## Cast & Crew

### Personages

#### Hoofdrollen
| Acteur             | Personage                  | Seizoen      | Afleveringen |
| ------------------ | -------------------------- | ------------ | ------------ |
| Mary-Louise Parker | Nancy Botwin (Price-Reyes) | 1-8          | 102          |
| Justin Kirk        | Andy Botwin                | 1-8          | 99           |
| Hunter Parrish     | Silas Botwin               | 1-8          | 102          |
| Alexander Gould    | Shane Botwin               | 1-8          | 102          |
| Kevin Nealon       | Doug Wilson                | 1-8          | 102          |
| Andy Milder        | Dean Hodes                 | 1-5, 6, 7, 8 | 57           |
| Elizabeth Perkins  | Celia Hodes                | 1-5          | 63           |
| Allie Grant        | Isabelle Hodes             | 1-5          | 57           |
| Tonye Patano       | Heylia James               | 1-3, 7       | 41           |
| Romany Malco       | Conrad Shepard             | 1-3, 8       | 38           |

#### Terugkerende rol
| Acteur                | Personage                 | Seizoen   | Afleveringen |
| --------------------- | ------------------------- | --------- | ------------ |
| Renée Victor          | Lupita                    | 1-6, 8    | 22           |
| Maulik Pancholy       | Sanjay                    | 1-5, 8    | 26           |
| Becky Thyre           | Pam                       | 1-4, 8    | 14           |
| Daryl Sabara          | Tim Scottson              | 1-3, 8    | 7            |
| Shoshannah Stern      | Megan                     | 1-2, 8    | 14           |
| Indigo                | Vaneeta                   | 1-3       | 24           |
| Jack Stehlin          | Kapitein Roy Till         | 2-5       | 18           |
| Fatso-Fasano          | Marvin                    | 2-4, 8    | 11           |
| Zooey Deschanel       | Kat                       | 2-3       | 4            |
| Page Kennedy          | U-turn                    | 2-3       | 11           |
| Guillermo Díaz        | Guillermo García Gómez    | 3-5, 6, 8 | 26           |
| Mary-Kate Olsen       | Tara Lindman              | 3         | 8            |
| Demián Bichir         | Esteban Reyes             | 4-6       | 27           |
| Enrique Castillo      | Cesar                     | 4-6       | 25           |
| Hemky Madera          | Ignacio                   | 4-6       | 17           |
| Jennifer Jason Leigh  | Jill Price-Gray           | 5-8       | 16           |
| Matt Peters           | Gayle                     | 5-7       | 4            |
| Alanis Morissette     | Dr. Audra Kitson          | 5-6       | 8            |
| Michael Harney        | Detective Mitch Ouellette | 7-8       | 13           |
| Bruce Nozick          | Whit Tillerman            | 7-8       | 13           |
| Michelle Trachtenberg | Emma Karlin               | 7         | 5            |

#### Gastrol
- Martin Donovan als Peter Scottson (1-2)
- Vincent Laresca als Alejandro (1-2)
- Jeffrey Dean Morgan als Judah Botwin (1)
- Meital Dohan als Yael Hoffman (2, 8)
- Eden Sher als Gretchen (2)
- Snoop Dogg als zichzelf (2)
- Matthew Modine als Sullivan Groff (3)
- Brooke Smith als Valerie Scottson (3)
- Hannah Marks als Harmony (4-5)
- Jillian Rose Reed als Simone (4-5)
- Albert Brooks als Lenny Botwin (4)
- Julie Bowen als Lisa (4)
- Paul Alayo als Chewie (5)
- Alejandro Patino als Alfonso (4)
- Emilio Rivera als El Coyote (4)
- Larry Joe Campbell als Deputy C.P. Jones (5)
- Seychelle Gabriel als Adelita Reyes (5)
- Jamie Denbo als Raylene (5)
- Erin Sanders als Danielle (5)
- Carlos Gomez als Dr. Brisas (5)
- Stephanie Erb als Raylene (5)
- Todd Robert Anderson als Mr. Sundasky (5)
- Kate del Castillo als Pilar Zuazo (5)
- John Fleck als Agent Lipschitz (6-7)
- Patrick Fischler als Don (6)
- Linda Hamilton als Linda (6)
- Jamie Renée Smith als Kimmy (6)
- Aisha Hinds als Latrice (6)
- Patrick Stormare als Chef Wagner (6)
- Alex Schemmer als Denny (7)
- Martin Short als Stewerd Havens (7)
- Kat Foster als Kiko (7)
- Debra Mooney als Director Shelby Keene (7)
- Gary Anthony Williams als Counselor Edward "Ed" Watson (7)
- Seth Isler als Agent Melnick
- Brendan Ford als Agent Colm Mulcahey (7)
- Karen Strassman als Agent Jolene Wait (7)
- Andy Umberger als Judge Franklin (7)

### Crew
- Bedenker: Jenji Kohan
- Producent/Regisseur: Brian Dannelly en Craig Zisk
- Regisseur: Christopher Misiano

## Muziek
Het openingsnummer van de serie, "Little Boxes", werd in seizoen 1 vertolkt door Malvina Reynolds, de originele vertolker en schrijfster van het lied. Vanaf seizoen 2 wordt dit elke aflevering gezongen door een andere artiest:
Seizoen 2:
- Aflevering 1: Elvis Costello
- Aflevering 2: Death Cab for Cutie
- Aflevering 3: Engelbert Humperdinck
- Aflevering 4: Kate & Anna McGarrigle
- Aflevering 5: Charles Barnett
- Aflevering 6: Aidan Hawken

- Aflevering 7: Ozomatli
- Aflevering 8: The Submarines
- Aflevering 9: Tim DeLaughter (The Polyphonic Spree)
- Aflevering 10: Regina Spektor
- Aflevering 11: Jenny Lewis
- Aflevering 12: Malvina Reynolds

Seizoen 3:
- Aflevering 1: Randy Newman
- Aflevering 2: Angélique Kidjo
- Aflevering 3: Kinky
- Aflevering 4: Donovan
- Aflevering 5: Billy Bob Thornton
- Aflevering 6: The Shins
- Aflevering 7: The Individuals
- Aflevering 8: Man Man

- Aflevering 9: Joan Baez
- Aflevering 10: The Decemberists
- Aflevering 11: Michael Franti
- Aflevering 12: Persephone's Bees
- Aflevering 13: Laurie Berkner
- Aflevering 14: Linkin Park
- Aflevering 15: Malvina Reynolds (opening) & Pete Seeger (einde)

Sinds aflevering twee van seizoen vier is er geen intro meer, maar wordt er enkel een beeld getoond met daarop de titel en bedenker van het programma.
De eerste aflevering van het achtste en laatste seizoen begint opnieuw met het lied Little Boxes van wederom door verschillende artiesten.

## Prijzen en nominaties

### Gewonnen prijzen
| Prijs               | Titel                                                   | Winnaar            | Jaar |
| ------------------- | ------------------------------------------------------- | ------------------ | ---- |
| Satellite Awards    | "Outstanding Actress in a Series- Comedy"               | Mary-Louise Parker | 2005 |
| Golden Globe Awards | Best Performance by a TV Actress in a Musical or Comedy | Mary-Louise Parker | 2006 |

### Nominaties
- Golden Globe Awards
  - Best TV Series-Comedy (2006, 2007)
  - Best Performance by a TV Supporting Actress (Elizabeth Perkins) (2006, 2007)
  - Best Performance by a TV Actress in a Musical or Comedy (Mary-Louise Parker) (2007, 2008)
  - Best Performance by a TV Supporting Actor (Justin Kirk) (2007)
- Screen Actors Guild Awards
  - Uitstekende prestatie door een vrouwelijke acteur in een komedieserie (Mary-Louise Parker) (2006, 2007, 2008, 2009)
  - Uitstekende prestatie door een ensemble in een komedieserie (2007, 2009)
- Satellite Awards
  - Outstanding Actress in a Series-Comedy (Elizabeth Perkins) (2005)
  - Best Actress in a Supporting Role in a Series, Mini-series, or TV Movie (Elizabeth Perkins)(2006)
  - Best Actress in a Series, Comedy or Musical (Mary-Louise Parker) (2006)
  - Best Actor in a Supporting Role in a Series, Mini-Series, or TV Movie (Justin Kirk) (2007)
  - Best Television Series, Comedy or Musical (2007)
- Emmy Awards
  - Outstanding Supporting Actress in a Comedy Series Elizabeth Perkins (2006, 2007, 2009)
  - Outstanding Directing for a Comedy Series Craig Zisk (afl. Good Shit Lollipop) (2006)
  - Outstanding Casting for a Comedy Series (2006, 2007)
  - Outstanding Main Title Design (2006)
  - Outstanding Single-Camera Picture Editing for a Comedy Series (afl. Good Shit Lollipop) (2006)
  - Outstanding Lead Actress in a Comedy Series Mary-Louise Parker (2007, 2008, 2009)
  - Outstanding Single-Camera Picture Editing for a Comedy Series (afl. Mrs. Botwin's Neighborhood) (2007)
  - Outstanding Single-Camera Picture Editing for a Comedy Series (afl. Crush Girl Love Panic) (2007)

## Dvd
| Seizoen   | Aantal Afleveringen | Verschijningsdatum | Verschijningsdatum | Verschijningsdatum |
| Seizoen   | Aantal Afleveringen | Regio 1            | Regio 2            |                    |
| --------- | ------------------- | ------------------ | ------------------ | ------------------ |
| Seizoen 1 | 10                  | 11 juli 2006       | 3 september 2007   |                    |
| Seizoen 2 | 12                  | 24 juli 2007       | 7 januari 2008     |                    |
| Seizoen 3 | 15                  | 3 juni 2008        | 26 mei 2008        |                    |
| Seizoen 4 | 13                  | 2 juni 2009        | 30 mei 2011        |                    |
| Seizoen 5 | 13                  | 19 januari 2010    | 29 augustus 2011   |                    |
| Seizoen 6 | 13                  | 22 februari 2011   | 26 juni 2013       |                    |
| Seizoen 7 | 13                  | 21 februari 2012   | 21 mei 2014        |                    |
| Seizoen 8 | 13                  |                    |                    |                    |

## Trivia
- Mary-Kate Olsen speelde in seizoen 3 de rol van Tara Lindman, een diep gelovig meisje dat zelf ook marihuana gebruikt en een relatie begint met Silas Botwin. Dit was de eerste keer dat ze zonder haar zus Ashley op televisie verscheen.